# Buryn
Buryn (tiếng Ukraina: Буринь) là một thành phố của Ukraina. Thành phố này thuộc tỉnh Sumy. Thành phố này có diện tích ? km2, dân số theo điều tra dân số năm 2001 là 11678 người.